# Troy Lesesne
Troy Lesesne (West Columbia, 1983. október 27. –) amerikai labdarúgó, edző. 2024 óta a DC United vezetőedzője.

## Pályafutása

### Labdarúgóként
Lesesne a dél-karolinai West Columbia városában született.
2005 és 2006 között a Charleston Battery és a Wilmington Hammerheads felnőtt csapatában szerepelt.

### Edzőként
2005-ben a Charleston Cougars segédedzőjévé nevezték ki. 2014-ben a Charleton Battery, majd 2015-ben a Charlotte Independence szerződtette. 2018-tól 2021-ig a New Mexico United első számú edzője volt. 2022-ben az észak-amerikai első osztályban érdekelt New York Red Bulls segéd-, míg 2023. május 8-án, Ezra Hendrickson távozása után vezetőedzője lett.

## Edzői statisztika
2024. augusztus 31. szerint.

| Csapat             | Nemzet                    | –tól             | –ig                | Mérkőzések | Mérkőzések | Mérkőzések | Mérkőzések | Mérkőzések |
| Csapat             | Nemzet                    | –tól             | –ig                | M          | Gy         | V          | D          | Gy %       |
| ------------------ | ------------------------- | ---------------- | ------------------ | ---------- | ---------- | ---------- | ---------- | ---------- |
| New York Red Bulls | Amerikai Egyesült Államok | 2023. május 8.   | 2023. november 14. | 32         | 14         | 8          | 10         | 43,8       |
| DC United          | Amerikai Egyesült Államok | 2024. január 10. | Jelenleg is        | 30         | 8          | 9          | 13         | 26,7       |
| Összesen           | Összesen                  | Összesen         | Összesen           | 62         | 22         | 17         | 23         | 35,5       |